# Gemeine Nadelschnecke
Die Gemeine Nadelschnecke (Cerithium vulgatum) wurde erstmals im Jahr 1792 von Bruguière beschrieben. Sie gehört zur Familie der Cerithiidae (Seenadelschnecken) der Sorbeoconcha (Einsaugschaler).

## Systematik
Die Cerithiidae gehören zur Überfamilie der Cerithioidea, einer Gruppe, deren Ursprünge bis zur Jura-Kreide-Grenze zurückverfolgt werden können.
Im Mittelmeer ist die Gattung Cerithium Bruguière, 1789 ein häufiger Bestandteil in küstennahen Umgebungen und wird durch sehr verschiedengestaltige Taxa repräsentiert. In verschiedenen Fällen ist unklar, ob Unterschiede in der Schalenform unterschiedlichen taxonomischen Einheiten entsprechen oder das Ergebnis einer großen Plastizität sind.
Infolgedessen lassen sich aus der Literatur zwei gegensätzliche Ansichten zur Systematik der mediterranen Gattung Cerithium ableiten: Nach der klassischen Sichtweise ist die Gattung Cerithium im Mittelmeer durch eine kleine Küstenart, C. rupestre Risso, 1826 und eine große subtidale Art, C. vulgatum Bruguière, 1792, vertreten. Nordsieck berichtet hingegen von 52 Arten.
Laut neueren und realistischeren Annahmen können die Cerithium-Arten des Mittelmeeres, basierend auf der Größe ihrer Schalen, informell in zwei Gruppen eingeteilt werden: C. lividulum Risso, 1826 und C. renovatum Monterosato, 1884 bilden die Gruppe der kleineren Arten (für gewöhnlich nicht größer als 25 mm); C. alucastrum Brocchi, 1814, C. protractum Ant. in Bivona And., 1838, C. repandum Monterosato, 1878 und C. vulgatum Bruguière, 1792 bilden die Gruppe der größeren Arten (für gewöhnlich größer als 25 bis 30 mm).
Die letzten beiden Arten können eine außergewöhnlich hohe interspezifische Ähnlichkeit aufweisen. Vermutlich sind sie nahe verwandte Schwesterarten, die den C.-vulgatum-Artkomplex bilden.
Die extreme intraspezifische Variabilität der Schalen von Cerithium-Arten macht die Klassifizierung auf Artebene im Allgemeinen äußerst problematisch und es ist oft schwierig, die morphologisch unterschiedlichen Populationen in Randgebieten wie Lagunen und Häfen einer bestimmten Art zuzuordnen. Diese Variabilität könnte eine Folge von Anpassungen an die Umwelt oder aber genetischer Variabilität sein.

## Morphologie

### Schale
Die Schale von Cerithium vulgatum ist 20 bis 60 mm, bei großen Individuen bis zu 80 mm lang und turmförmig. Sie ist relativ dünnschalig, aber stabil.
Die Seite ist gerade bis konvex, die Peripherie der Schale ist gerundet. C. vulgatum hat einen multispiralen (2,1 bis 2,5 Windungen), kaum skulpturierten Protoconch mit einem glatten Protoconch I (Embryoschale) von weniger als einer Windung und schwach skulpturiertem Protoconch II (Larvalschale).
Der Teleoconch (Adultschale) besteht aus ungefähr zwölf leicht konvexen Umgängen. Er hat eine Skulptur aus zahlreichen flachen Spiralstreifen und einzelnen Reihen feiner bis grober Knoten, die zum Teil zu schwachen axialen Wülsten verbunden sind. Eine Knotenreihe etwa in der Mitte der Umgänge ist stärker und mit kurzen, stumpfen Spitzen besetzt.
Die Naht der Schale ist unauffällig bis eingeschnitten; die Columella ist gleichmäßig gebogen.
Die Lippe ist unten vorgezogen, die Außenlippe ist verdickt. Gegenüber der Außenlippe ist eine schwache Varix (verdickte axiale Rippe) angedeutet.
Unten hat die Schale einen kurzen, nach links gerichteten, vorne offenen Siphonalkanal (Ausguss). Der Analsinus ist durch einen Zahn abgesetzt. Die Mündung der Schale ist schief oval.
Das Farbmuster der Schale ist durchscheinend. Die Grundfarbe ist gelblich, beige oder weißgrau mit einem feinen Muster aus braunen, roten und dunkelgrauen axialen Linien und Flecken. Dazu gibt es auch unscharfe Wolkenmuster.
Sehr kleine Exemplare sind nicht immer sicher von Cerithium rupestre zu unterscheiden.
Mehrere Untersuchungen zeigen, dass Individuen aus verschiedenen Lebensräumen ein unterschiedliches Aussehen haben.
So sind Individuen, die in einer Lagune gefunden wurden, kleiner und grau, haben weniger auffällige Varizen an den ersten Wirbeln und weisen eine gut entwickelte Reihe von Protuberanzen entlang des Apex auf.
Individuen aus dem offenen Meer sind laut kegelförmig und erreichen mehr als 50 mm Länge. Sie haben sehr spitze, fast stachelige Knoten und eine einheitliche orange Färbung.
Individuen, die in Häfen gefunden wurden, sind in der Regel kleiner und schlanker und weisen mehr Knoten und Varizen auf, die sich auch weiter den Apex hinauf ziehen.
Diese beeindruckende Variabilität des Phänotyps könnte mit unterschiedlichen ökologischen Anforderungen während des Juvenil-/Adultstadiums zusammenhängen, oder (wahrscheinlicher) aus Auswirkungen von Umweltfaktoren auf das Wachstum resultieren.
Die Morphologie von C. repandum und C. vulgatum scheint in Hafenumgebungen zu konvergieren, wo ihre Schalen schlank, deutlich turmförmig und gestuft sind. Man könnte vermuten, dass diese Konvergenz auf die Wasserverschmutzung (Kohlenwasserstoffe, Schwermetalle) zurückzuführen ist.

### Fuß
Die Farbe der Weichteile von C. vulgatum variiert je nach Ort, an dem die Schnecke lebt.

## Verbreitung und Lebensraum
Cerithium vulgatum ist in allen Küstenbereichen von Großbritannien, Spanien, Portugal, Griechenland und der westlichen Türkei verbreitet.
Sie kommt in flacherem Wasser auf Sedimentsubstraten und auf von photophilen Algen dominierten felsigen Böden vor. So ist sie beispielsweise am Grund von Seegraswiesen (Posidonia oceanica, Neptungras) verbreitet und dort oft häufig zu finden.

## Ernährung
Cerithium vulgatum ist ein sedimentfressender Herbivor, der sich von organischen Ablagerungen und Detritus (totem organischen Material) ernährt.
C. vulgatum hat weiche chitinöse Zähne und schwache bukkale Muskulatur (Wangenmuskulatur), die die effektive Beweidung von Mikroalgen und filamentösen Algen ermöglicht.

## Fortpflanzung und Entwicklung
Arten der Gattung Cerithium sind gonochoristisch (getrenntgeschlechtlich), es kann also keine Selbstbefruchtung stattfinden.
Die Cerithioidea werden durch aphallische (penislose) Männchen mit offenen pallialen Gonodukten (Genitalkanäle) charakterisiert. Die Spermienübertragung findet bei der Kopulation deshalb durch Spermatophoren statt.
Die weiblichen Tiere haben einen komplexen pallialen Reproduktionstrakt, der spezialisierte Spermienaufbewahrungstaschen hervorbringt.
Die Entwicklung der Eier von Arten der Gattung Cerithium kann in zwei verschiedenen Modi erfolgen: Stenohaline Arten (Arten, die keine großen Schwankungen in der Salinität des Wassers ertragen) haben Gelege, die viele Eier enthalten. Diese entwickeln sich schnell und es schlüpfen planktotrophische (sich von Plankton ernährende) Veligerlarven. Euryhaline Arten (Arten, die große Schwankungen in der Salinität des Wassers tolerieren) legen weniger und größere Eier, die sich langsamer entwickeln und aus denen voll entwickelte Schnecken schlüpfen.
Diese zwei Modi der Larvalentwicklung haben unterschiedliche Verbreitungsfähigkeiten – planktotrophische Arten verbreiten sich durch die Veligerlarven mehr als nicht planktotrophische. Die Larvalentwicklung beeinflusst somit vermutlich die Populationsstruktur. Deshalb sind nicht planktotrophische Arten wahrscheinlich differenzierter.
Für Cerithium vulgatum wird aufgrund der Beziehung zwischen Protoconch-Morphologie und Larvalentwicklung eine planktotrophische Larvalentwicklung vermutet. haben die Eiablage von C. vulgatum und die Entwicklung dieser Eier im Labor beobachtet.
Die Eiablage fand von Juni bis Juli statt. Weibliche Individuen hefteten Gelege, die aus unterschiedlich langen (bis zu 50 cm), verdrallten und verknäuelten Filamenten bestanden, an ein Substrat. Darin enthielt jede Eikapsel ein einzelnes Ei. Jedes Gelege enthielt schätzungsweise einige Millionen Eier. Sieben Tage nach der Eiablage schlüpften planktotrophische Veligerlarven. Da alle Veligerlarven innerhalb von zehn Stunden starben, konnte die Metamorphose nicht beobachtet werden.
Es wird angenommen, dass die große larvale Ausbreitungsfähigkeit durch Planktotrophie einen hohen Genfluss zwischen Populationen von C. vulgatum ermöglicht.

## Nutzung, Gefährdung und ökologische Bedeutung

### Nutzung
Aus der Schale von Cerithium vulgatum können mithilfe eines neuartigen Verfahrens biphasische biokeramische Nanopulver aus Hydroxylapatit (HA) und β-Tricalciumphosphat gewonnen werden. Da HA die wichtigste anorganische Komponente von Knochen ist, sind diese Biomaterialien in der Orthopädie als Materialien für Implantate weit verbreitet, besonders in der Knochenchirurgie und bei anderen Hartgeweben wie der Zahn- und ästhetischen Chirurgie.
Dieses neuartige Verfahren ist im Vergleich zur konventionellen hydrothermalen Transformation sehr einfach und günstig, da die Transformation des Aragonit und Calcit der Schale bei 80 °C unter Atmosphärendruck stattfindet.
Die Eigenschaften des produzierten Pulvers sowie seine biologische Herkunft qualifizieren es für weitere Überlegungen und Experimente zur Herstellung nanokeramischer Biomaterialien.

#### Ökotoxikologie
C. vulgatum kann für das Monitoring von Metallen in marinen Ökosystemen genutzt werden.
Untersuchungen in einer Meeresbucht in Griechenland, die von einer Eisen-Nickel-Schmelzanlage durch Erz, Kohle, Schlacke und dem Eisen-Nickel-Produkt verschmutzt wird, zeigen hohe Metallkonzentrationen in Gastropoden, besonders in C. vulgatum, in der sich besonders viel Kobalt, Mangan, Nickel und Zink anreichert. Es wird angenommen, dass Mangan aus dem Wasser von den Blättern von Cymodocea nodosa (Tanggras) aufgenommen wird und in Form von Detritus als Nahrung in C. vulgatum hineingelangt. Zink folgt dem gleichen Weg und wird zusätzlich direkt aus dem Wasser von C. vulgatum aufgenommen. Chrom wird aus dem Sediment aufgenommen.
In C. vulgatum sind die meisten Metalle in der Mitteldarmdrüse und nicht im Muskelgewebe konzentriert.
Obwohl Bioakkumulation (Aufnahme und Anreicherung eines Stoffes aus dem einen Organismus umgebenden Medium) von Metallen in C. vulgatum auftritt, wurde keine Biomagnifikation entlang der Nahrungskette festgestellt. Die Metalle, die in der Mitteldarmdrüse akkumuliert werden, sind in intrazellulären Granula konzentriert, wo sie entweder mit Phosphor oder mit Schwefel assoziiert sind. Diese Bindung und Kompartimentierung trennt die Metallionen von Molekülen im Cytosol, die mit ihnen reagieren würden, darunter Proteine, Lipide, Kohlenhydrate und Nucleinsäuren, und verhindert so die Störung biochemischer Prozesse in den Zellen. Dies gilt nicht nur für die Tiere selbst, sondern auch für Tiere, die das Gewebe fressen.
Eine interessante mögliche Beziehung zwischen Morphologie und vom Menschen veränderter Umwelt wird aufgrund der langgestreckten, turmförmigen und gestuften Schalen von C. vulgatum vermutet, die in Hafengebieten leben. Die Schalen aus dem Hafen könnten als Anthropozän-Biomarker mit einer potenziellen Rolle als Bioindikatoren für verschmutzte marine Gewässer angesehen werden. Es kann jedoch nicht ausgeschlossen werden, dass diese besonderen Morphologien durch parasitäre Infektionen hervorgerufen werden.

### Gefährdung
C. vulgatum ist ein potenzielles Zielobjekt der marinen Aquarienindustrie. Dies liegt nicht an irgendeiner attraktiven Besonderheit, die sie als Zierart qualifiziert, sondern daran, dass sie ein beliebtes Mitglied der „Riffaquarien-Reinigungscrew“ ist, die für das Fressen von Algen, lästigen Organismen und Detritus zuständig ist.
In einer Fallstudie aus Portugal wird der Einzelhandelswert von C. vulgatum pro Stück zwar nur auf ein bis zwei Euro geschätzt, der Grund für die Gefährdung besteht aber in ihrer Beliebtheit und der Tatsache, dass sie in beträchtlicher Anzahl leicht von Hobbyisten oder Händlern gefangen werden kann, da sie im Flachwasser vorkommt, das mit Schnorchelausrüstung leicht zugänglich ist.
Eine Studie, in der Auswirkungen der Ozeanversauerung auf das Ökosystem durch vulkanische Kohlenstoffdioxidquellen untersucht wurden, zeigt außerdem, dass in Gebieten mit einem pH-Wert von mindestens 7,4 die Schalen von C. vulgatum durch das angesäuerte Meerwasser geschwächt sind, was wahrscheinlich das Risiko erhöht, einem Räuber zum Opfer zu fallen. Es ist also davon auszugehen, dass der anthropogene Kohlenstoffdioxidausstoß und die damit einhergehende Versauerung der Ozeane eine Gefährdung für C. vulgatum darstellt.

### Ökologische Bedeutung
C. vulgatum gehört zur Beute von kleineren Individuen von Marthasterias glacialis (Eisseestern) und wird von Murex trunculus (Stumpfe Stachelschnecke) gefressen.
Außerdem ist C. vulgatum der erste Zwischenwirt des parasitischen Trematoden Condylocotyla pilodora.
Oft sind leere Schalen von C. vulgatum von Einsiedlerkrebsen besetzt. Diese Schalen dienen als Schutz vor biotischen Faktoren wie Prädation. Untersuchungen an der türkischen Küste der Ägäis haben gezeigt, dass die Inhabitationsfrequenz von C. vulgatum-Schalen bei 41,7 % lag. Damit wurden Schalen von C. vulgatum am zweithäufigsten von allen untersuchten Schneckengehäusen von Einsiedlerkrebsen besetzt, und zwar von folgenden Arten: Diogenes pugilator, Paguristes eremita, Pagurus cuarensis, Pagurus forbesii sowie Pagurus prideauxi.